# Pausverkiezing van 1277

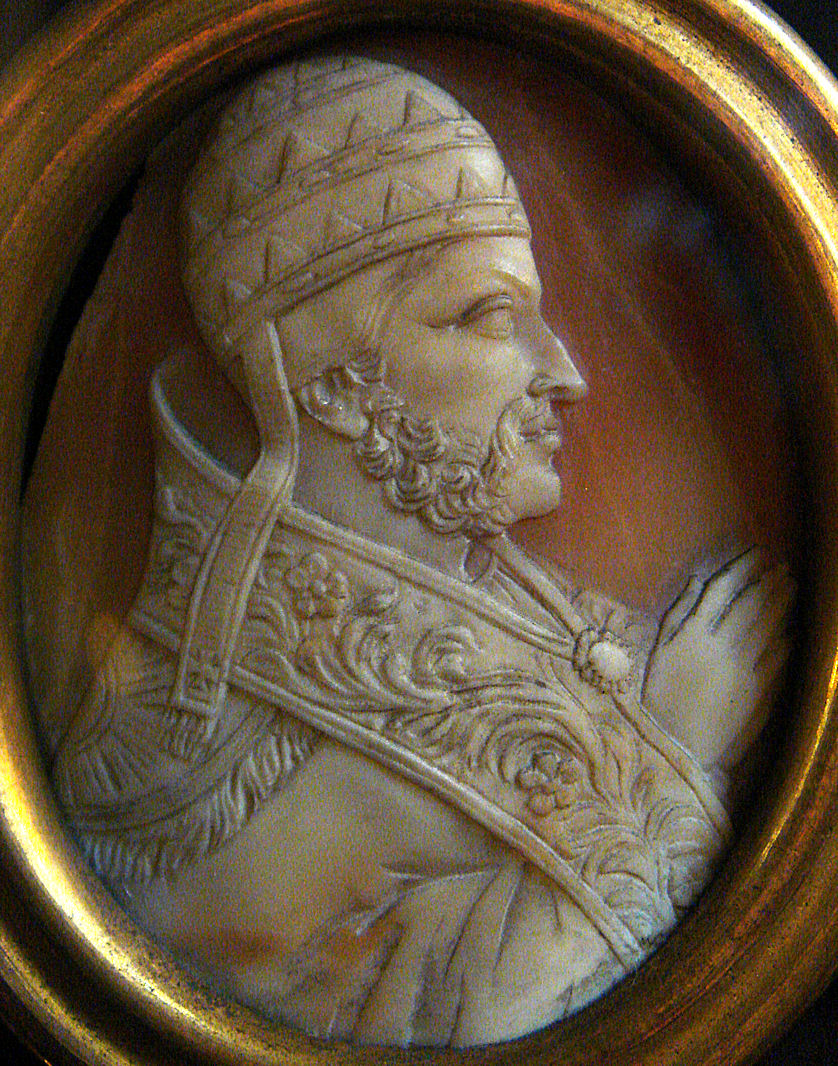
Paus Nicolaas III

De pausverkiezing van 1277 vond plaats van 30 mei tot 25 november 1277 en volgde op de dood van paus Johannes XXI en leidde tot de verkiezing van Giovanni Gaetano Orsini als paus Nicolaas III. De pausverkiezing, formeel geen conclaaf omdat de kardinalen niet werden opgesloten, vond plaats in het Palazzo dei Papi in de stad Viterbo.

## Verloop
Het was de kleinste pausverkiezing uit de geschiedenis van de Rooms-Katholieke Kerk, waaraan slechts zeven kardinalen deelnamen. Paus Johannes XXI had bovendien het decreet Ubi periculum van paus Gregorius X verworpen, zodat deze verkiezing niet een echt conclaaf was, en de kieskardinalen de tijd hadden, en namen, om tot een keuze te komen. De deelnemende kardinalen waren:
- Anchero Pantaléon, kardinaal-nepoot
- Guillaume de Bray
- Simon de Brion, later paus Martinus IV[1]
- Giovanni Gaetano Orsini, later paus Nicolaas III
- Giacomo Savelli, later paus Honorius IV
- Goffredo da Alatri
- Matteo Orsini, neef van Giovanni die tijdens dit conclaaf werd gekozen

De kardinalen kwamen gedurende zes maanden elke ochtend bij elkaar om te stemmen. Vermoedelijk was er vooral een tegenstelling tussen de drie Franse kardinalen en de vier Romeinse. De magistraten van de stad Viterbo hadden na zes maanden genoeg van deze vertoning en sloten de kardinalen - alsnog - op. Daarna koos men de oudste uit het gezelschap tot paus.